# Stazione di Reggio Mediopadana
Stazione di Reggio Mediopadana vasútállomás Olaszországban, Reggio Emilia településen.

## Vasútvonalak
Az állomást az alábbi vasútvonalak érintik:
- Reggio Emilia-Guastalla-vasútvonal

## Kapcsolódó állomások
A vasútállomáshoz az alábbi állomások vannak a legközelebb:
- Reggio Stadio railway halt
- Pratofontana old railway stop